# ستيف راسيل (مهندس)
ستيف راسيل (بالإنجليزية: Steve Russell)‏ هو مهندس وعالم حاسوب أمريكي، ولد في 1937 في هارتفورد في الولايات المتحدة.